# Rumi Verjee

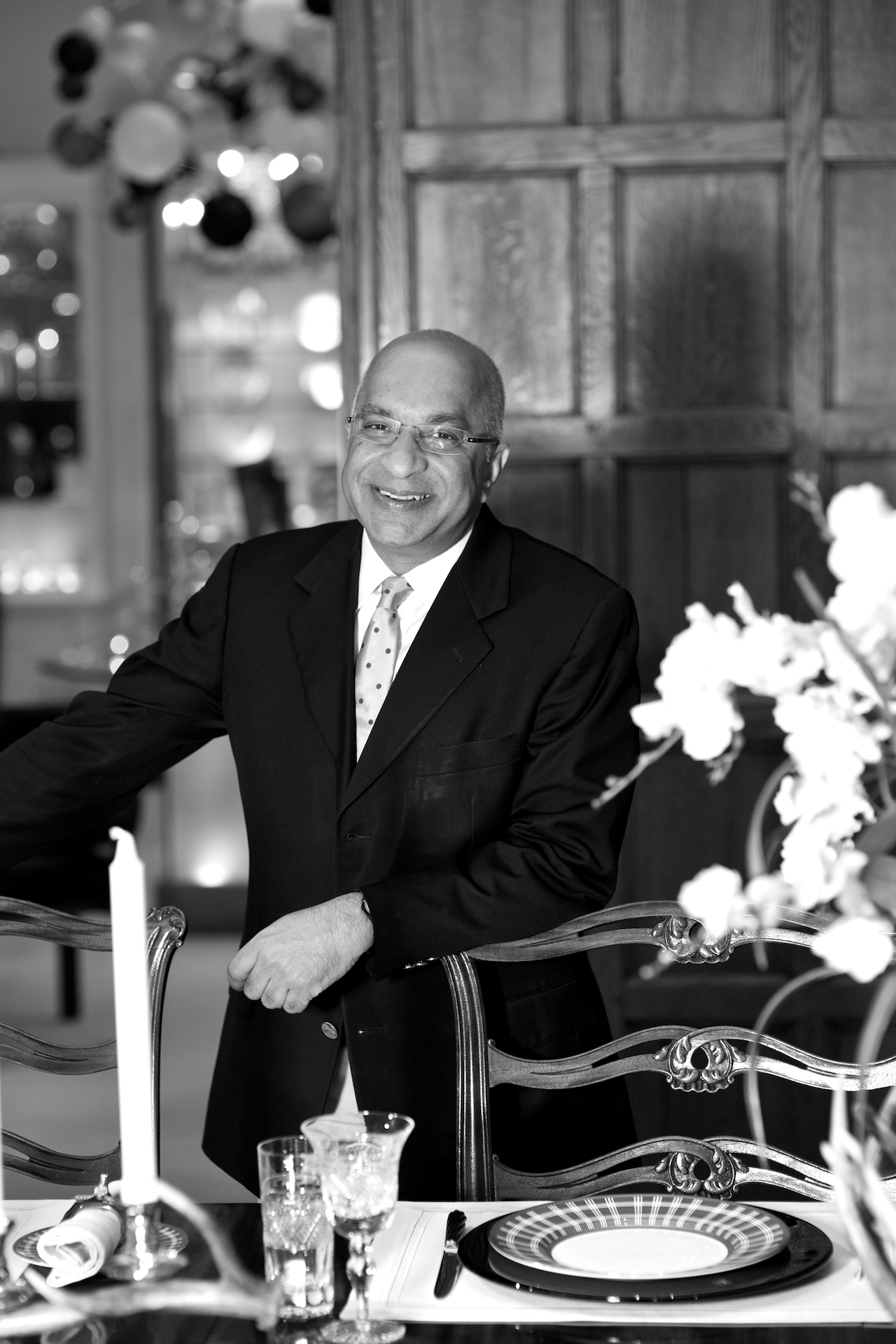
Rumi Verjee (2013)

Rumi Verjee, Baron Verjee CBE (* 26. Juni 1957) ist ein britischer Anwalt, Geschäftsmann, Philanthrop und als Life Peer Mitglied des House of Lords.

## Frühe Jahre
Rumi Verjee wurde in Uganda geboren und wuchs in Kenia auf, bevor er nach Großbritannien kam. Viele Mitglieder seiner Familie wurden 1972 unter dem Regime von Idi Amin verhaftet. Er besuchte das Downing College in Cambridge und machte in Abschluss in Jura und wurde als Anwalt in Middle Temple zugelassen.

## Beruflicher Werdegang
Im Alter von 27 Jahren lernte Verjee in den Vereinigten Staaten den Unternehmer Tom Monaghan und überzeugte diesen, ihm die Franchise-Rechte für Domino’s Pizza in Großbritannien zu verkaufen. Verjee führte die Kette erfolgreich dort ein; heute hat sie über 20.000 Mitarbeiter. 1989 verkaufte er seine Anteile an dem Unternehmen und engagierte sich finanziell an dem Ausbau des Royal Brompton Hospitals. Von 1993 bis 1997 war er gemeinsam mit Elton John Mitinhaber des FC Watford. 1995 erwarb er das weltbekannte Porzellan-Geschäft Thomas Goode in London, das zwei königliche Auszeichnungen führt. Sein Vermögen wird auf rund 125 Millionen Pfund geschätzt.
Die  British Olympic Association ernannte Rumi zum Mitglied des Beirates für die Olympischen Spiele 2012 sowie für die Sommer-Paralympics 2012.
2006 gründe Rumi Verjee die Rumi Foundation. Die Stiftung unterstützt humanitäre Projekte in Großbritannien, aber auch in Indien, Ostafrika und Südamerika. Für dieses Engagement wurde er mit dem Order of the British Empire ausgezeichnet.

## Politische Aktivitäten
Rumi Verjee ist Mitglied der Liberal Democrats. Er unterstützte ein Programm der Parteiführung zur verbesserten Vertretung unterrepräsentierter gesellschaftlicher Gruppen in der Partei. Um diese Aufgabe zu finanzieren, spendete sein Unternehmen Brompton Capital der Partei 770.000 Pfund. Im Dezember 2012 zeigte ein Parlamentsmitglied der Labour Party der Wahlkommission diese Spende an, doch sie wurde innerhalb von vier Wochen für zulässig erklärt.
Wegen seines politischen Engagements für die Liberal Democrats wurde Verjee am 17. September 2013 zum Life Peer mit dem Titel Baron Verjee, of Portobello in the Royal Borough of Kensington and Chelsea, erhoben und damit Mitglied des House of Lords.